# Industrial hardcore
Industrial hardcore (Industrijki hardcore) je stil elektroničke glazbe koji potječe od hardcorea. Karakterizira ga distorzivnost glazbe s računala i sintesajzera među kojima se često koristi Roland TR-909. Tematika industrial hardcorea je vrlo mračna. Brzina tempa kreće se između 150 i 190 BPM-a. Industrial hardcore je pojam koji se često pridodaje podvrstama glazbe koje koriste uzorke industrijskog gabbera i kickova koji su puno dublji od onih u darkcoreu i doomcoreu.
Zabuna između industrijske glazbe i industrial hardcorea je česta zbog pjesama koje sadržavaju riječ "industrial"; samo se ova dva stila razlikuju jedan od drugoga.

## Povijest
Industrial hardcore je nastao u prvoj polovici 1990-ih gotovo istovremeno s hardcoreom, ali u to vrijeme nije bio službeno priznat sve do 1993. kada je ovaj stil službeno priznao francuski glazbenik Laurent Hô, koji je spojio bučno ozračje gabberu tijekom svojih glazbenih produkcija.
U Francuskoj, kao što je Manu Le Malin, postoji raznih drugih izvođača industiral hardcorea. U Njemačkoj, Marc Acardipane se obvezao producirati povezani stil pod umjetničkim imenima "Mescalinum United" i "The Mover". U SAD-u, izdavačka kuća Industrial Strength Records je od svoga nastanka 1991. specijalizirana za produkciju industrial hardcorea.
U Nizozemskoj, ovaj stil je postao popularan od 1990. – 1999. prije nego što je razvijen. Industrial hardcore je ostavio prostora za neka eksperimentiranja i neke pokuse za daljnji razvoj ovoga stila.
Važnu ulogu u populariziranju ovoga stila je igrao nizozemski producent DJ Promo. Njegova želja za produciranjem moćnijeg stila hardcorea mu je omogućila uklapanje ovoga stila ritmičnim i brutalnim. To je bilo pod njegovim umjetničkim imenom "Rude Awakening" koji je eksperimentirao s ovim stilom svježe i obećavajuće. Također je prihvatio pomoć od kolege DJ X-Essa s kojim je osnovao izdavačku kuću The Third Movement. Nije bilo ničega do 2004. kada je izdavačka kuća počela rasti.